# Halit Balamir
Halit Balamir   (Gümüşhane, 1922 - Ankara, 2 de març de 2009) fou un lluitador turc, especialista en lluita lliure, vencedor d'una medalla olímpica
El 1948 va prendre part en els Jocs Olímpics d'Estiu de Londres, on guanyà la medalla de plata en la competició del pes mosca del programa lluita lliure.